# Ohněm a mečem (film)
Ohněm a mečem je polský historický film z roku 1999, natočený režisérem Jiřím Hoffmanem, na základě stejnojmenného románu Henryka Sienkiewicze. Tento film je poslední ze tří části trilogie, který byl zfilmován tímto režisérem, po filmu Potopa (1974) a Pan Wołodyjowski (1969), přestože byl spisovatelem napsán jako první. Současně s verzí pro kina byla také vytvořena televizní verze, miniseriál s tím stejným názvem. Patří k nejdražším a nejvýpravnějším polským velkofilmům všech dob.

## Příběh
Píše se rok 1647. Jan Skrzetuski, posel Jeremiáše Wiśniowieckého, se vrací z výpravy na Krym. Cestou zachrání život kozáckému plukovníkovi Bohdanu Chmelnickému. Během zastávky v krčmě se spřátelí se dvěma šlechtici Janem Zaglobou a Longinem Podbipiętou, kteří měli možnost vidět, jak si Jan Skrzetuski poradil s útočným starostou Čaplinským, když jej vyhodil z krčmy. Na další cestu vyráží všichni společně. Než dojede na panství do Luben, cestou narazí na rozbitý povoz, který patří kněžně Kurcewičové. Zachraňují ji z nesnází, spolu s její krásnou neteří Helenou, která se později stane manželkou Jana Skrzetuského.
Bohdan Chmelnický organizuje na Siči velké povstání Kozáků ve spojení se spřátelenými Tatary. Povstalci porážejí vojska polské koruny v bitvě nad Žlutými vodami a u Korsuně. Povstání zkouší "utopit v krvi" kníže Jeremiáš Wiśniowiecki, kterému věrně slouží Jan Skrzetuski a Longinus Podbipięta. Služební povinnosti odvádí Jana Skrzetuského od milované Heleny. Není dostatek času na to, aby ji uchránil před válkou a do ní zamilovaným kozákem Yurim Bohunem. Tento kozák unese Helenu Kurcewičovou a ukrývá ji u čarodějnice Horpyně v Čarckém Jaru, a jako heslo (klíč) ke vstupu k čarodějnici si zvolí předložení své osobní zbraně.
Vojska vedená knížetem Jeremiášem Wiśniowieckým nemohla počítat s pomocí jiných magnátů, protože ti chtějí dohodu s kozáky. Spojené síly, které se sešly u Pylyavy, utíkají z boje, když se k nim donese zpráva, že přijíždějí Tataři. Vojska knížete Jeremiáše Wiśniowieckého se opevňují v tvrzi Zbaraž, kde je obléhá velká armáda sestavená Bohdanem Chmielnickým a chánem Islamem III. Girejou. Šlechta v počtu několika stovek vojáků se brání statečně, ale nemají šanci proti tak velké přesile.
Kníže Wiśniowiecki posílá Longina Podbipiętu, aby se dostal přes kozáky a informoval krále o těžké situaci. Longinus umírá zasažen mnoha šípy s modlitbou na rtech. Následně je poslán Jan Skrzetuski, který uspěje a díky němuž král Jan II. Kazimír Vasa, zahajuje ofenzívu u Zbaraže.
Kníže Jeremiáš Wiśniowiecki, Jan Skrzetuski a Jan Zagloba, jsou považováni za hrdiny. Helena je zachráněna, Yuri Bohun je polapen, ale Jan Skrzetuski mu odpouští únos Heleny a dává milost.

## Obsazení
| Postava                                   | Role                                                | Herec                                      |
| ----------------------------------------- | --------------------------------------------------- | ------------------------------------------ |
| Bohdan Zenobi Chmielnicki                 | Záporožský hejtman, velitel kozáckých vojsk         | Bohdan Stupka (1941–2012)                  |
| Yuri Bohun                                | Kozácký podplukovník                                | Aleksandr Domogarow, daboval Jacek Rozenek |
| Jan Onufry Zagłoba                        | Polský šlechtic, fiktivní postava                   | Krzysztof Kowalewski                       |
| Jan Skrzetuski                            | Poručík, postava inspirována Mikulášem Skrzetuskim  | Michał Żebrowski                           |
| Jerzy Michał Wołodyjowski s erbem Korczak | Poručík, postava inspirována Michałem Wołodyjowskim | Zbigniew Zamachowski                       |
| Helena Kurcewiczówna                      | Kněžna, fiktivní postava                            | Izabella Scorupco                          |
| Jeremi Michał Wiśniowiecki                | Ruský kníže, vojvoda                                | Andrzej Seweryn                            |
| Longinus Podbipięta s erbem Zerwikaptur   | Poručík, skutečná postava                           | Wiktor Zborowski                           |
| Rzędzian                                  | Pacholek Jana Skrzetuského                          | Wojciech Malajkat                          |
| Kurcewiczowa                              | Kněžna, fiktivní postava                            | Ewa Wiśniewska                             |
| Maksym Krzywonos                          | Plukovník čerských kozáků, Záporovského vojsk       | Maciej Kozłowski                           |
| Jan Kazimír II. Vasa                      | Polský král                                         | Marek Kondrat                              |
| Horpyně                                   | Čarodějnice                                         | Rusłana Pysanka                            |
| Tuhaj Bej                                 | Velitel krymských tatarů                            | Daniel Olbrychski                          |
| Muchowiecki                               | Kněz                                                | Leszek Teleszyński                         |
| Daniel Czapliński                         | Zástupce čyhyrynského starosty, skutečná postava    | Jerzy Bończak                              |
| Zaćwilichowski                            | Podplukovník                                        | Andrzej Kopiczyński                        |
| Adam Kisiel                               | Kyjevský vojvoda                                    | Gustaw Holoubek                            |
| Islam III Girej                           | Krymský chán                                        | Adam Ferency                               |
| Barabasz                                  | Podplukovník                                        | Gustaw Lutkiewicz                          |
|                                           | Hospodská                                           | Anna Majcher                               |
|                                           | Mladá rusínka                                       | Joanna Brodzik                             |
| Czeremis                                  |                                                     | Andrzej Pieczyński                         |
| Hieronim Radziejowski                     | Starosta                                            | Jerzy Karaszkiewicz                        |
| Jerzy Ossoliński                          | Kancléře velké koruny                               | Krzysztof Gosztyła                         |
|                                           | Ataman kozáckého svazu                              | Dmytro Myrhorodski                         |
| Czarnota                                  | Ataman                                              | Andrzej Grąziewicz                         |
|                                           | Dvořan                                              | Zdzisław Szymborski                        |
| Hładki                                    |                                                     | Jerzy Dukay                                |
| Krzysztof Wierszułł                       |                                                     | Marek Cichucki                             |
| Bychowiec                                 |                                                     | Tomasz Grochoczyński                       |
| Mołojec                                   |                                                     | Paweł Kleszcz                              |
|                                           | Mladá ukrajinka                                     | Agnieszka Krukówna                         |
|                                           | Hospodský, žid                                      | Andrzej Haliński                           |
|                                           | Ataman kozáckého svazu                              | Andrzej Szczytko                           |
| Mladý Krzywonos, syn Maksyma Krzywonose   |                                                     | Krzysztof Łukaszewicz                      |
|                                           |                                                     | Jerzy Braszka                              |

## Ocenění
- Festiwal Polskich Filmów Fabularnych – Marcin Bastkowski – cena za montáž (XXIV Festiwal Polskich Filmów Fabularnych v Gdyni) (1999)
- Festiwal Polskich Filmów Fabularnych – Cezary Grzesiuk – cena za montáž (XXIV Festiwal Polskich Filmów Fabularnych v Gdyni) (1999)
- Festiwal Polskich Filmów Fabularnych – Andrzej Haliński – cena za scénografii (XXIV Festiwal Polskich Filmów Fabularnych v Gdyni) (1999)
- Festiwal Polskich Filmów Fabularnych – Jerzy Hoffman – cena Poroty za uzavření Trilogie H. Sienkiewicze (1999)
- Festiwal Polskich Filmów Fabularnych – Jerzy Hoffman – cena Prezesa Zarządu Telewizji Polskiej (1999)
- Festiwal Polskich Filmów w Chicago – Jerzy Hoffman – cena veřejnosti (1999)
- Brylantowy Bilet Stowarzyszenia „Kina Polskie” pro film, který přitáhl největší počet diváků – Jerzy Hoffman (1999)
- 3. ceremonia wręczenia Orłów
  - Vítěz kategorie – Nejlepší vedlejší ženská role – Ewa Wiśniewska
  - Vítěz kategorie – Nejlepší producent – Jerzy R. Michaluk, Jerzy Hoffman
- Złota Kaczka v kategorii polský film roku 1999 – Jerzy Hoffman (2000)
- MFF Słowiańskich i Prawosławnych w Moskwie – I. cena – Jerzy Hoffman (2000)
- TP SA Music and Film Festival – „Philip Award” v kategorii originální hudební tvorba a adaptovaná hudební tvorba ve filmu – Krzesimir Dębski (2000)

## Další informace
- Tento film v polských kinech vidělo nejvíce diváků od roku 1989, celkem 7,15 miliónů.
- Speciální efekty vytvořila firma Machine Shop, která se již dříve podílela na filmech jako Terminátor 2: Den zúčtování, nebo Statečné srdce.
- Film je na pátém místě (2012) na seznamu nejnákladnějších polských filmů.[17]
- Některé scény byly točeny ve skanzenu "Muzeum mazovské vesnice"[18] v Sierpci.[pozn. 11], kde je stále možné vidět kulisy z filmu, a také v archeoparku Biskupin[pozn. 12] a na polygonu v Biedrusku[pozn. 13].
- Exteriéry Benediktinské opatství v Týnci u Krakova byly použity jako pohled na dobyté ukrajinské město Bar.
- Natáčení trvalo od 6. října 1997 do 28. června 1998.
- Film propagovala píseň Balada pro dvě srdce, kterou nazpívali Edyta Górniak a Mietek Szcześniak.
- bylo natočeno téměř 130 kilometrů filmového materiálu.
- Jedním z důvodů, proč Jiří Hoffman natočil trilogii "od konce" bylo, že právě v tomto pořadí četl díla H. Sienkiewicze, když byl jako malý poslán na Sibiř.
- Meč Longina Podbipięty, který ve filmu používal Wiktor Zborowski, byl vykován Aleksandrem Dobromilskim.
- Rozpočet filmu byl 24 miliónů PLN.

## Soundtrack
Soundtrack k filmu Ohněm a mečem byl uveden 24. ledna 1999 hudebním vydavatelstvím Pomaton EMI. Skladby jsou zkomponovány Krzesimirem Dębskim, s texty Jacka Cygana. Vokály nazpívali Edyta Górniak a Mietek Szcześniak.

### Skladby
(text v závorce je polský název)
1. Prolog
2. Píseň Jana (Pieśń Jana)
3. Píseň Heleny (Pieśń Heleny)
4. Úťok Kozáků (Atak Kozaków)
5. Neohraničená, široká stepi (Bezkresny, szeroki stepie ...)
6. Bohunova balada (Dumka Bohuna)
7. Bohunův hněv (Gniew Bohuna)
8. Nájezd polské jízdy (Szarża jazdy polskiej)
9. Obrana Zbaraže (Obrona Zbaraża)
10. Pan Longin (Pan Longinus)
11. Cesta (Ruta miata)
12. Husaří umírají (Husaria ginie)
13. Bitva (Bitwa)
14. na zelené Ukrajině (polsky Na zielonej Ukrainie)
15. Pan Onufry Zagloba (Pan Onufry Zagłoba)
16. Dejte děvče (Dajcie dziewkę ...)
17. Pacholek Rzędzian a Kozáci (Rzędzian i kozacy)
18. Sbohem milá. Posel to je svaté poslání. (Żegnaj miła...poseł to święta rzecz ...)
19. Janovy rozpaky (Rozpacz Jana)
20. Povstání. Ty bys je v krvi utopil (Bunt. Ty byś we krwi utopił ...)
21. A kdo tu je šťastný, na té Ukrajině (A kto tu jest szczęśliwy na tej Ukrainie)
22. Horpyně (Jar Horpyny)
23. Helena v lázni (Helena w kąpieli)
24. Tataři (Tatarzy)
25. Píseň Heleny, instrumentální verze (Pieśń Heleny)
26. Na Zelené Ukrajině (Na zielonej Ukrainie)
27. Balada pro dvě srdce (Dumka na dwa serca), Edyta Górniak a Mietek Szcześniak